# Rufat Dadashov
Rufat Dadashov (aserbaidschanisch Rüfət Oleq oğlu Dadaşov, russisch Руфат Дадашов ‚Rufat Dadaschow‘; * 29. September 1991 in Baku, Aserbaidschanische SSR, Sowjetunion) ist ein aserbaidschanisch-deutscher Fußballspieler. Der Stürmer steht beim BFC Dynamo unter Vertrag und ist ehemaliger aserbaidschanischer Nationalspieler.

## Familie
Dadashov wurde wenige Wochen vor der Unabhängigkeit Aserbaidschans von der Sowjetunion in Baku geboren. Noch als er ein Kind war, zog die Familie nach Deutschland. Seine Eltern sind ehemalige Leistungssportler, sein jüngerer Bruder Renat (* 1999) ist ebenfalls Fußballspieler und aserbaidschanischer Nationalspieler. Neben der aserbaidschanischen besitzt er auch die deutsche Staatsangehörigkeit.

## Sportliche Laufbahn

### Vereinskarriere
Der 1,89 M große Stürmer begann im Alter von sechs Jahren beim FV Biebrich 02 aus der hessischen Landeshauptstadt Wiesbaden mit dem Fußballspielen. In der A-Jugend ging er nach Mainz zum SV Gonsenheim. In den Spielzeiten 2010/11 und 2011/12 spielte er mit der Herrenmannschaft in der fünftklassigen Oberliga Südwest und erzielte in 63 Spielen 28 Tore.
Zur Saison 2012/13 wechselte Dadashov in die zweite Mannschaft des 1. FC Kaiserslautern, für die er in seiner Premierensaison in der viertklassigen Regionalliga Südwest jedoch in 18 Spielen keinmal traf. In der Saison 2013/14 gelangen ihm in 23 Einsätzen fünf Treffer.
Zur Saison 2014/15 zog es Dadashov zum Ligakonkurrenten SVN Zweibrücken, für den er in fünf Regionalligaeinsätzen zwei Tore erzielte. Bereits zwei Monate später wechselte er weiter zum 1. FC Saarbrücken, hier standen am Ende 13 Einsätze und ein Treffer zu Buche. Nach der Saison schloss er sich dem VfB Germania Halberstadt an, für den er 2015/16 in der Regionalliga Nordost in 28 Einsätzen zehn Tore erreichte. Zu Beginn der Saison 2016/17 wechselte Dadashov innerhalb der Liga zum ZFC Meuselwitz, für den er in 33 Spielen zwölf Tore erzielte.
Zur Saison 2017/18 wechselte Dadashov erneut innerhalb der Liga zum BFC Dynamo nach Berlin. In 25 Einsätzen erzielte er 26 Treffer.
Zur Saison 2018/19 wechselte Dadashov zum Drittligisten Preußen Münster. Er erhielt einen Vertrag mit einer Laufzeit bis zum 30. Juni 2020. Bei seinem Debüt in der dritten Profiliga am 28. Juli 2018 (1. Spieltag) im Auswärtsspiel bei Fortuna Köln (4:1) erzielte er auch gleich sein erstes Tor. In eineinhalb Jahren absolvierte der Angreifer 55 Pflichtspiele für die Adler, in denen er 20 Treffer erzielte und deren sechs vorbereiten konnte und war somit einer der wichtigsten Offensivspieler im Team.
Nachdem sich Münster seit dem 10. Spieltag im Abstiegskampf befand und sich Dadashov eigenen Aussagen zufolge „nicht mehr in den Dienst dieser Mannschaft“ stellen wollte, wechselte er innerhalb der Winterpause in die USL Championship zu Phoenix Rising. In der Saison 2020 erzielte der Stürmer für das Franchise aus der Metropolregion Phoenix in der regulären Saison in 15 Einsätzen (13-mal von Beginn) 11 Tore. Die Mannschaft erreichte in der Western Conference den 2. Platz. In den Play-offs kam Dadashov auf dem Weg ins Finale in allen 3 Spielen zum Einsatz, erzielte aber kein Tor. Das Finale gegen die Tampa Bay Rowdies wurde abgesagt, da es positive Corona-Fälle bei den Rowdies gegeben hatte. Die Rowdies und Phoenix Rising wurden daraufhin zu Conference-Siegern erklärt. In der Saison 2021 folgten 14 Einsätze (11-mal von Beginn), in denen er 4 Tore erzielte.
Im August 2021 kehrte Dadashov nach Deutschland zurück und wechselte kurz vor dem Beginn der Regionalliga-Saison 2021/22 zur zweiten Mannschaft des FC Schalke 04, die in der Regionalliga West antritt. Nach 13 Regionalligaeinsätzen, in denen er 6 Tore erzielte, und den Ausfällen von Simon Terodde sowie Marius Bülter kam der Stürmer am 4. Dezember 2021 bei einer 1:2-Niederlage gegen den FC St. Pauli für die Profimannschaft zum Einsatz und debütierte somit im Alter von 30 Jahren in der 2. Bundesliga. Bis zur Winterpause folgte ein weiterer Kurzeinsatz und eine Nominierung in den Spieltagskader ohne Einsatz. Bis zum Saisonende 2022/23 traf er in Punktspielen insgesamt 23-mal für Schalkes Reserve und wechselte im Anschluss zum BFC Dynamo in die Regionalliga Nordost.

### Auswahleinsätze
Dadashov debütierte unter Berti Vogts in der aserbaidschanischen Nationalmannschaft und kam bisher zwischen Februar 2013 und Oktober 2014 zu 16 Länderspieleinsätzen, in denen er vier Tore erzielte. Seitdem Vogts nicht mehr Trainer war, wurde er für längere Zeit nicht mehr nominiert. Im Oktober 2018 kehrte Dadashov unter dem Trainer Qurban Qurbanov in die Nationalmannschaft zurück und kam in der UEFA Nations League zum Einsatz. Nach dem bisher letzten Einsatz im Oktober 2019 stehen für ihn 24 A-Länderspiele mit fünf Treffern zu Buche.